# Brochant (metropolitana di Parigi)
Brochant è una stazione della linea 13 della metropolitana di Parigi.

## La stazione
La stazione è stata inaugurata nel 1912.
Il suo nome è un omaggio ad André Brochant de Villiers (1772-1840) che fu direttore della Saint-Gobain e membro de l'Académie des sciences.

### Accessi
- Da Rue Brochant Marché des Batignolles: scale al 32, rue Brochant e al 127, avenue de Clichy
- Da Avenue de Clichy: scale al 47, rue Brochant e 129, avenue de Clichy

### Interscambi
- Bus RATP 31, 54, 66, 74
- Bus notturno N15, N51